# Silvestro Lega

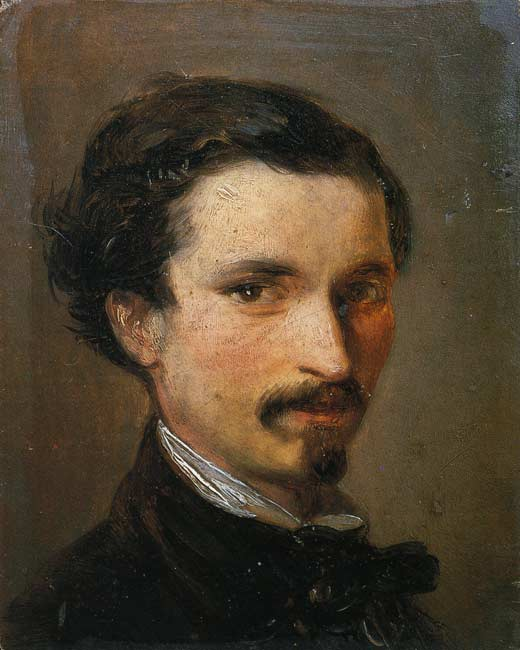
Silvestro Lega, zelfportret, 1861

Silvestro Lega (Modigliana, 8 december 1826 - Florence, 21 september 1895) was een Italiaans kunstschilder. Hij wordt gerekend tot het realisme, met duidelijke invloeden van het impressionisme.

## Leven en werk

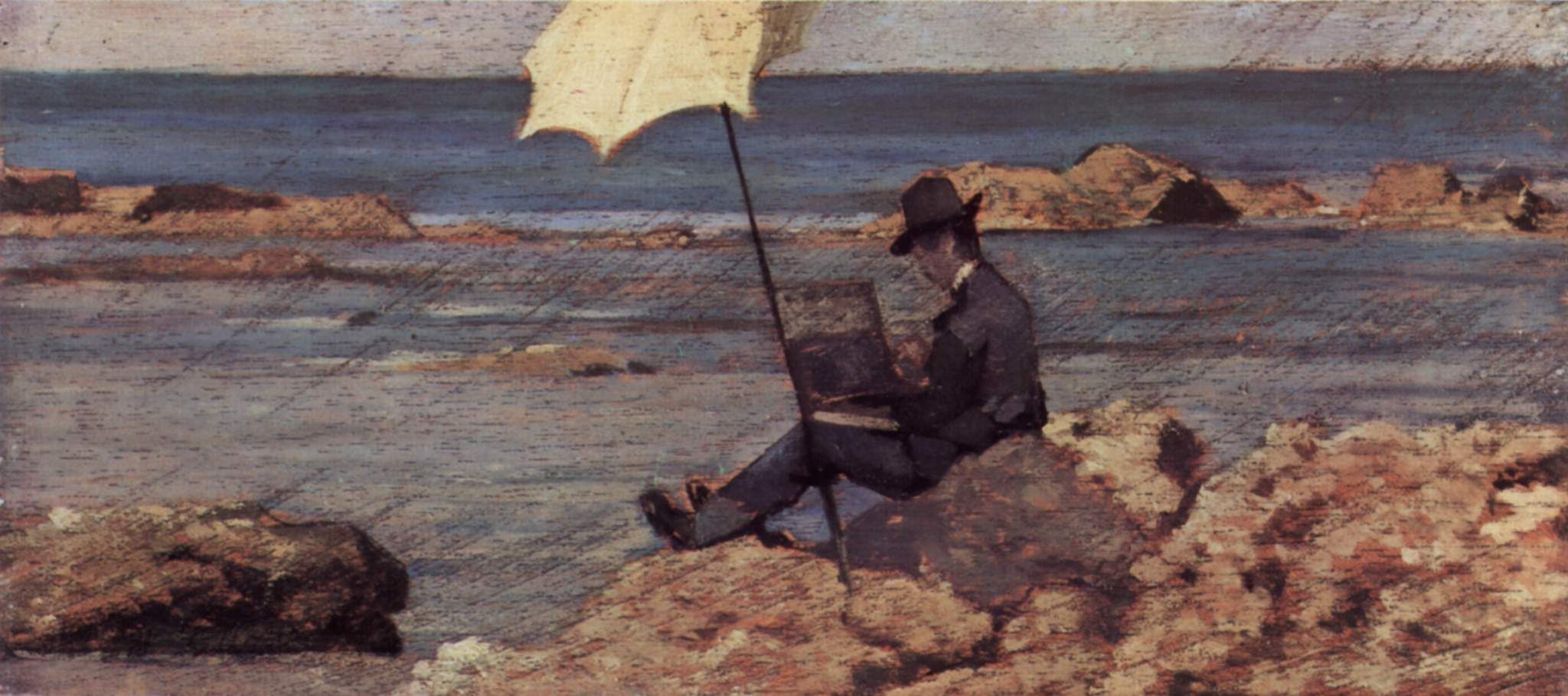
Silvestro Lega aan het werk door Giovanni Fattori, 1867

Lega wordt geboren in een welvarende familie en gaat in 1843 naar de Accademia di Belle Arti in Florence. Korte tijd later gaat hij in de leer bij Luigi Mussini, een bewonderaar van Ingres en de Italiaanse Renaissance-schilders uit de vijftiende eeuw. In 1848-1849 diende hij als vrijwilliger in het vrijheidsleger van Garibaldi. Daarna studeerde hij nog enige tijd aan de Scuola del Nudo te Florence onder Antonio Ciseri. In 1852 won hij de 'Concorso Trienniale dell’Accademia' met zijn schilderij David speelt voor Saul. Zijn stijl van werken is aanvankelijk sterk realistisch.
Rond 1855 werd hij een regelmatige bezoeker van 'Caffè Michelangiolo' in Florence, waar hij Giovanni Fattori, Telemaco Signorini en Saverio Altamura ontmoette, met wie hij weldra het kunstenaarsgenootschap de 'Macchiaioli' zou vormen, die zich verzette tegen de conventionele academische Italiaanse kunsttradities. Ze werkten vooral in de open lucht en legden veel nadruk op licht en kleur. Daarmee worden ze heden ten dage wel beschouwd als voorlopers van het impressionisme.
Van 1857 tot 1863 beschildert hij de lunetten van de kerk Madonna del Cantone in Mondigliani. Vervolgens richtte hij te Florence samen met Telemaco Signorini, Giuseppe Abbati en Odoardo Borrani de 'School van Piagentina' op. In de jaren 1870 komt zijn stijl sterk onder invloed van de Franse impressionisten. In de jaren 1880 is hij vaak te gast bij de familie Bandino in Pian del Poggio (Santa Margherita di Staffora), wiens beide dochters hij vaak schildert en ook schilderles geeft.
Lega overlijdt in 1895 te Florence aan maagkanker, 68 jaar oud.

## Galerij

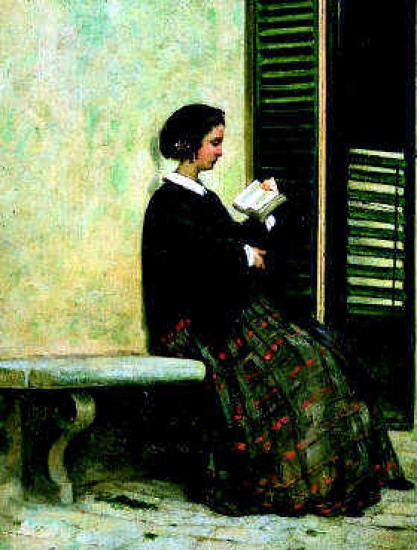
La lettura, 1864
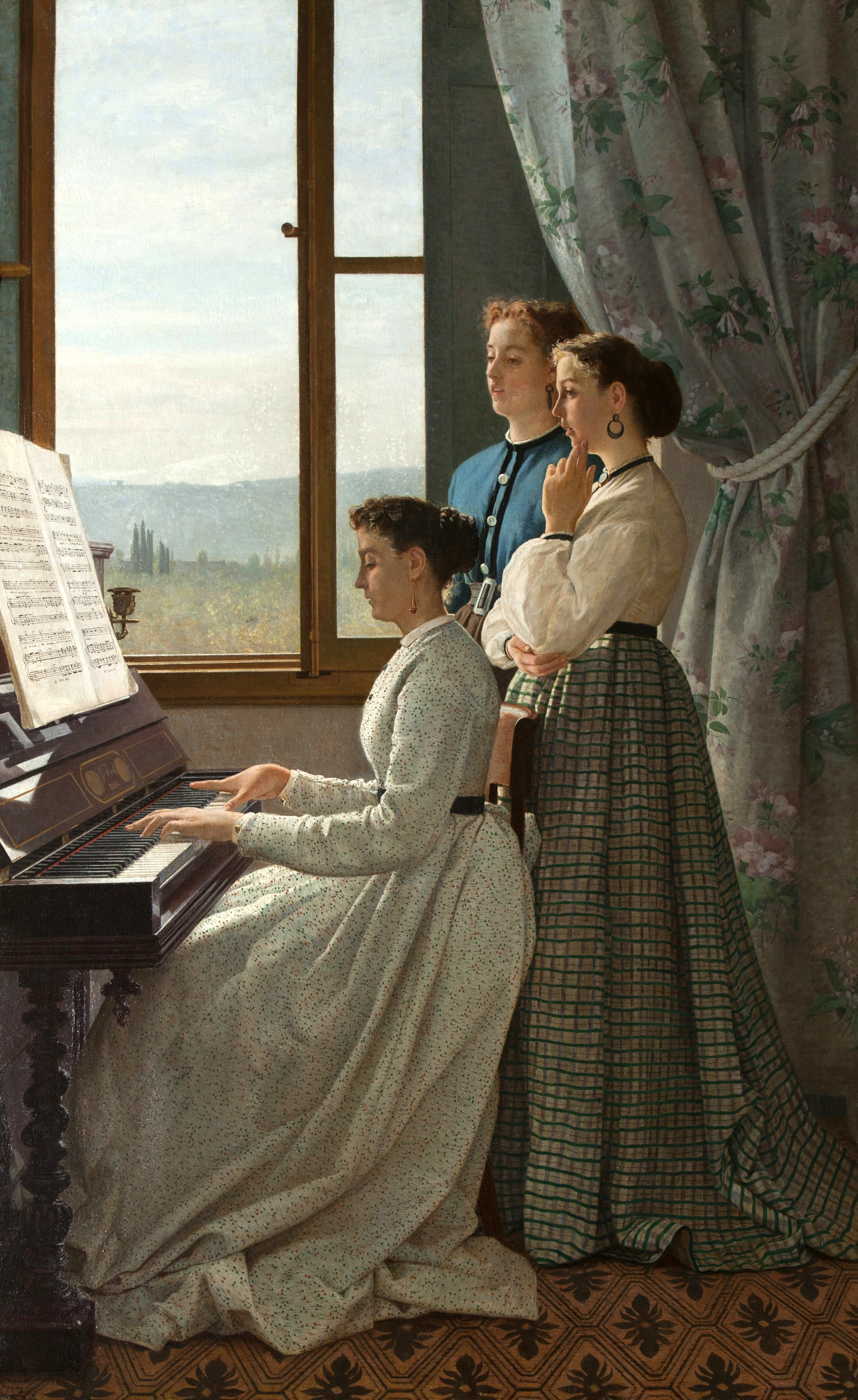
Il canto di uno stornello, 1868
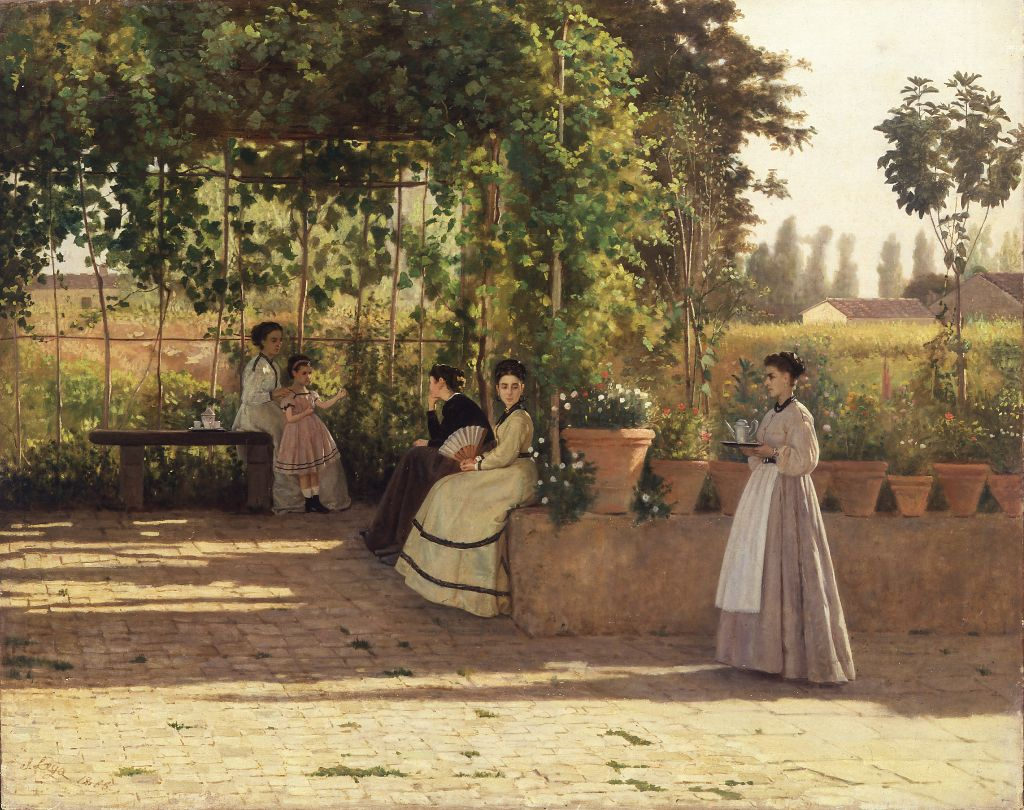
Na de lunch (De pergola), 1868
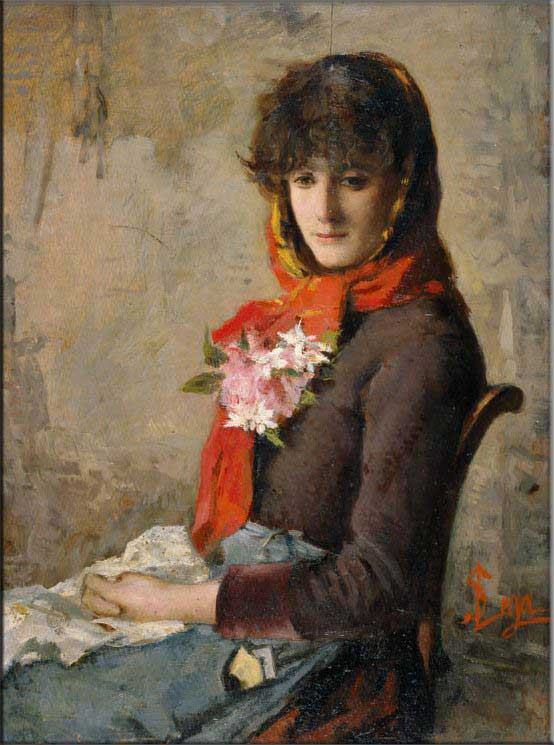
Ragazza di Crespina, ca. 1870
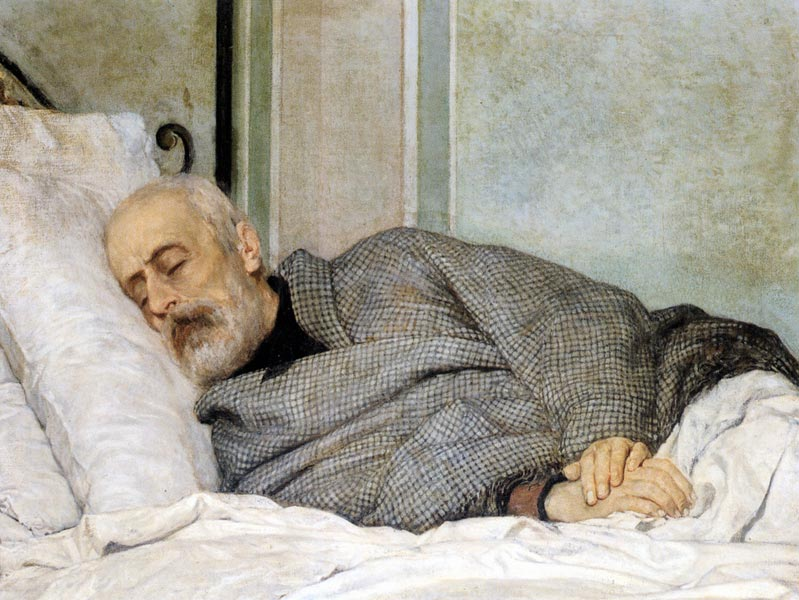
Mazzini morente, 1873
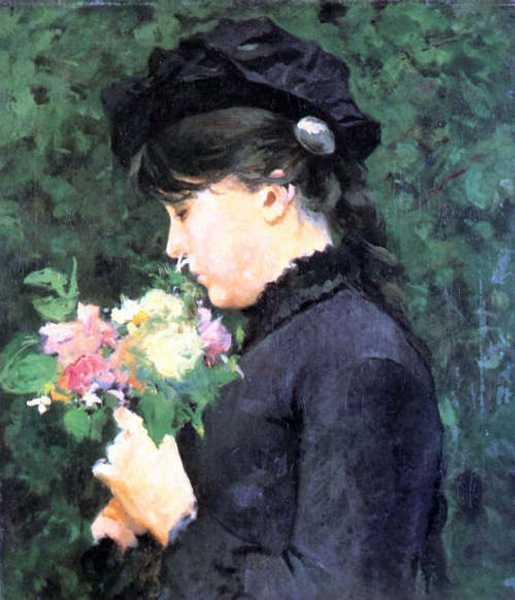
Eleonora Tommasi, 1881
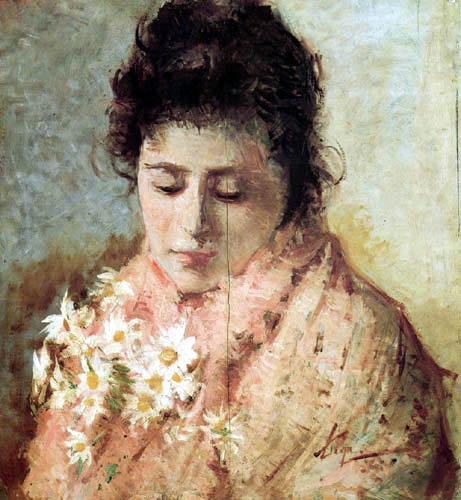
Portret van een dame, 1882
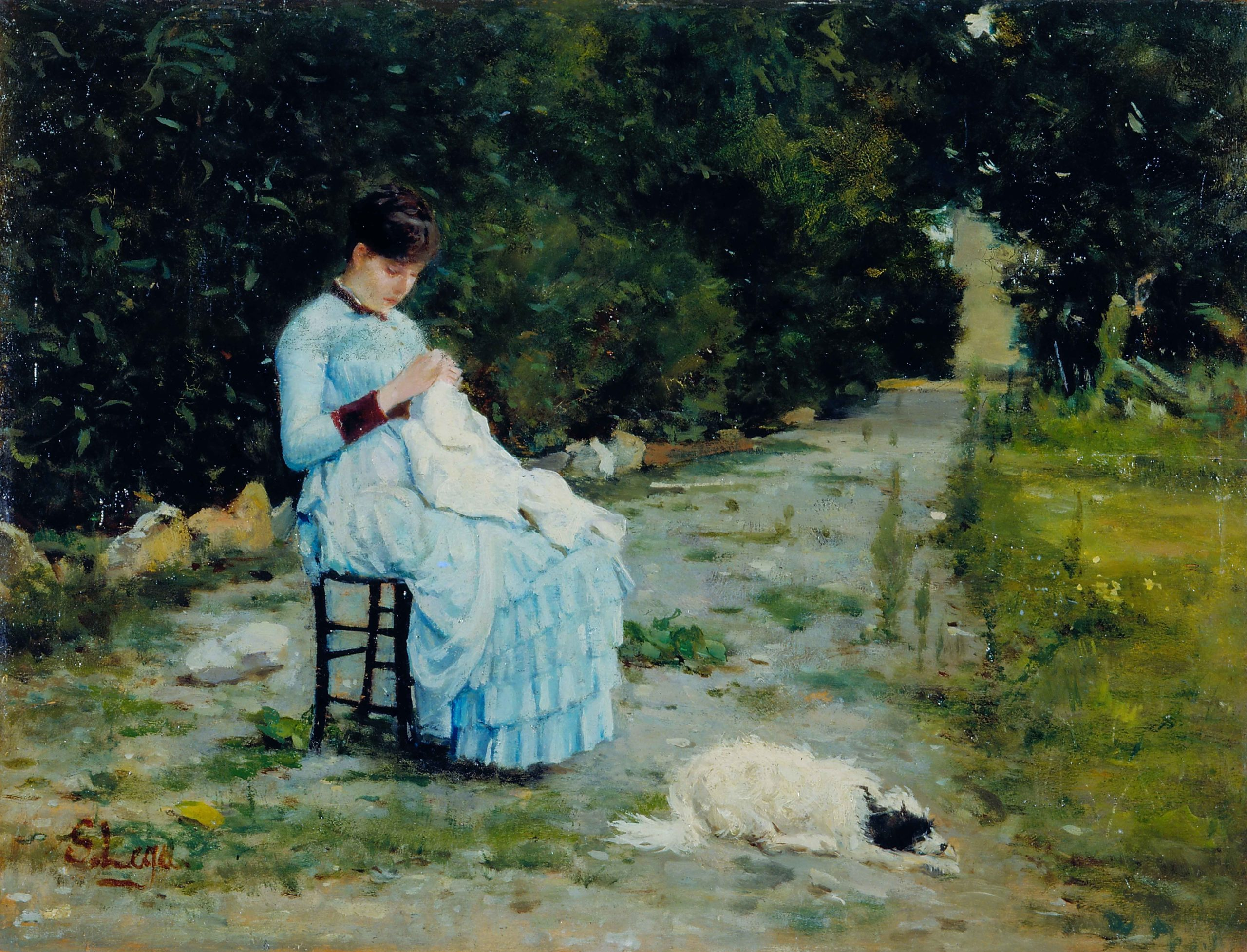
In giardino, 1883
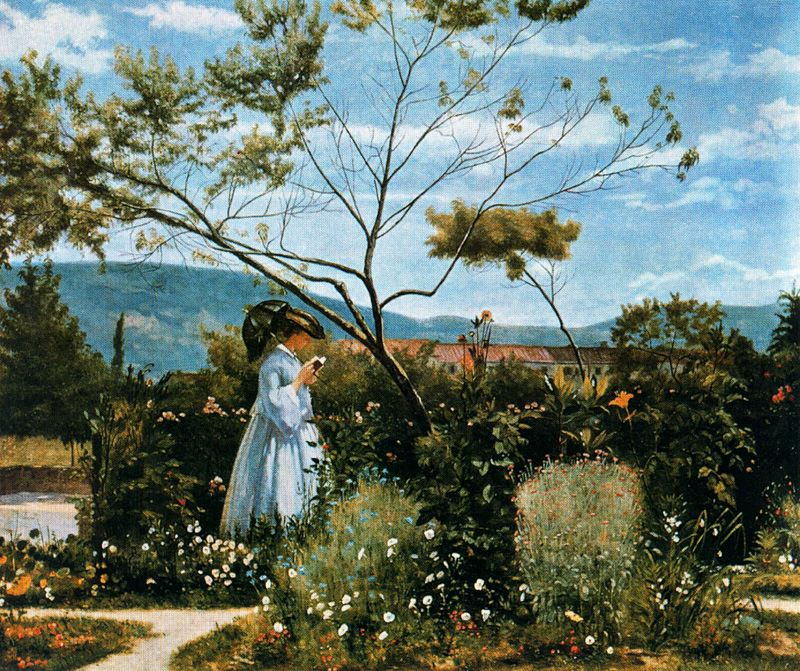
Tra i fiori del giardino, 1883
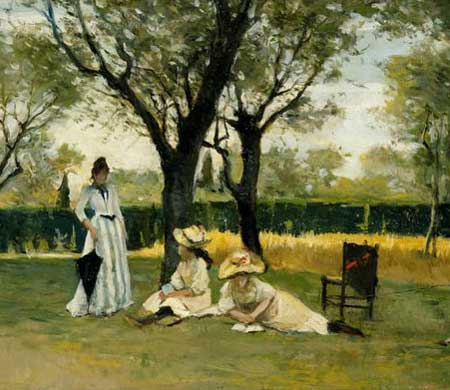
Alla villa di Poggio Piano, ca. 1885